# 選舉制度比較研究
選舉制度比較研究 (CSES) 係一跨國的選舉研究合作計畫，參與研究的國家及政體在其選後研究皆使用同一問卷模組，彙整所得之資料與投票、人口、區域及總體變數建立資料集，以多層次的觀點對投票行為進行比較分析。
CSES 是免費、公開發表的資料集，該計畫由 CSES 秘書處主管，是密西根大學社會研究院以及德國 GESIS 萊布尼茲社會科學院 的協作成果。

## 研究目標及內容

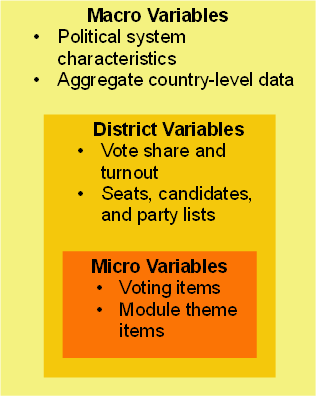
圖1：CSES 多層次資料結構圖示

CSES 計畫於1994年成立，其有兩大宗旨：一為推廣各個國家選舉研究的跨國合作；二為讓研究者得以探討政治制度(尤其是選舉制度)的異同，及其對個人態度與行為(尤指投票與否和投票抉擇)之影響。
選舉制度比較研究資料集包含三個層次的變數：第一為個體層次變數，針對參與研究國家的受訪者進行選後訪問調查。第二為選區層次變數，其中包含調查受訪者所在選區的選舉結果。第三為總體層次變數，其涵蓋國家脈絡和選舉制度，以及經濟指標和民主指數等總體資料。此套疊式資料結構如圖 1 所示，可供多層次分析使用。
CSES 規劃委員會每五年會設計出新的專題模組。
模組 1 的調查資料蒐集涵蓋1996年至2001年，著重研究體系績效。該模組可觀察選舉制度對公民政治認知與公民行為的影響，了解政治與社會的分歧和結合性質，此外亦可協助研究公民對於民主制度與程序的評估。模組 1 涵蓋 33 個國家所執行的 39 項選舉研究。
模組 2 的調查資料蒐集涵蓋2001年至2006年，著重課責性和代表性。其聚焦比較兩種選舉的觀點：其一認為選舉乃是監督政府承擔責任的機制，另一觀點則認為，選舉是確保公民可在民主程序中確實發表自身觀點及利益的方式之一。模組 2 涵蓋 38 個國家所執行的 41 項選舉研究。
模組 3 的調查資料蒐集涵蓋2006年至2011年，該模組可用於探討選舉選擇之意義，並依此聚焦於選舉研究的一個主要面向：即是從現有選項中做出選擇的偶然性。模組 3 涵蓋 41 個國家所進行的 50 項選舉研究。
模組 4 的調查資料蒐集涵蓋2011年至2016年，著重於分配政治以及社會保障，主要的研究主題為選民對於公共政策的投票偏好，以及政治機構和投票行為的中介因素。 模組 4 涵蓋 39 個國家所執行的 45 項選舉研究。
模組 5 的調查資料蒐集涵蓋 2016 年至 2021 年，一方面著重於選民對於政治菁英的態度，另一方面則著重在選民對「外來團體」（如移民）上。因此，該模組可在政黨興起以反建制為競選號召並反對「外來團體」的背景下，研究公民態度及投票行為。

## 資料近用
CSES 的資料公開且免費，所釋出的資料非為專屬資訊；亦即資料對外公開，無人享有特惠或優先取用權。資料有多種格式，其中包含 STATA、SPSS、SAS、R 等常見統計套裝軟體，可經由 CSES 網站或從 GESIS 資料目錄下載。亦可使用 GESIS 線上分析工具 ZACAT 瀏覽及初探資料集。

## 組織架構與經費來源

### CSES 秘書處
在與各國選舉研究合作夥伴協力下，CSES 秘書處負責管理 CSES 計畫，管理人員來自德國 GESIS 萊布尼茲社會科學院以及美國密西根大學安娜堡校區 (University of Michigan, Ann-Arbor)。秘書處負責將個別國家的研究整合入跨國資料庫，並以此彙整最終的 CSES 資料集，也負責蒐集選區資料及總體資料供資料建檔並確保其品質。

### 規劃委員會、合作夥伴、CSES 全會
CSES 研究議程、研究設計及問卷由一跨國委員會制定，該委員會成員包含政治學、社會學以及調查研究法的頂尖學者。該委員會名為「CSES 規劃委員會」。每一個新核心題組成立初始，皆會組成一個新的規劃委員會，規劃委員會的人選是由具備委員會成員資格的用戶社群中所提名，並由 CSES 全體會議核准。全體會議的與會者為參與 CSES 選舉研究的各國合作夥伴，任何人皆可提出新的模組構想。關於現任 CSES 規劃委員會、成員、小組報告以及過往規劃委員會的更多資訊，可參見 CSES 網站，參與 CSES 的合作國家清單亦載列於 CSES 網站。

### 經費來源與支持
CSES 秘書處之工作由美國國家科學基金會、GESIS 萊布尼茲社會科學院與密西根大學政治研究中心贊助，並且獲得參與選舉研究的實質資助，其他機構也贊助規劃會議議及研討會，許多機構亦對 CSES 合作夥伴執行的選舉研究提供經費。

## 克林格曼 (Klingemann) 獎
CSES 每年頒發 GESIS 克林格曼獎給最佳 CSES 學術研究 (論文、書籍、專題論文或其他廣義界定的學術研究)，此獎項由 GESIS 萊布尼茲社會科學院 贊助，並以 CSES 共同創辦人 Hans-Dieter Klingemann 博士之名命名。Klingemann 博士為享譽國際的政治學家，在跨國選舉研究領域貢獻良多。獲得提名之研究須廣泛使用 CSES資料，並已在獲獎的前一年以紙本或線上出版。

## 更多資訊
如需更多關於 CSES 的資訊，可造訪 CSES 網站，CSES 亦於社群媒體 Twitter (@csestweets) 以及 Facebook 上隨時發表訊息。該計畫亦設有部落格，提供關於 CSES 計畫的工作、相關學者以及用戶社群簡覽，部落格展示採用 CSES 資料的研究、來自各國的選舉研究合作夥伴介紹，並且提供實地資料蒐集的最新訊息、以及 CSES 和比較政治學研究最新資訊。

## CSES 著作文獻
CSES 著作文獻詳列已知曾應用CSES資料的學術出版及著作發表。